# Кличка, Йозеф
Йозеф Кличка (чеш. Josef Klička; 15 декабря 1855, Клатови — 28 марта 1937, Клатови) — чешский композитор, органист, скрипач, дирижёр.
Учился музыке у своего отца, регента хора. В 1867—1870 годах обучался игре на скрипке в Пражской консерватории у Антонина Бенневица, затем учился в органной школе Франтишека Скугерского. В 1878—1881 годах был вторым дирижёром Пражской оперы — ассистентом Бедржиха Сметаны. С 1885 года преподавал в Пражской консерватории, в том числе в 1892—1895 годах, замещая уезжавшего преподавать в США Антонина Дворжака; среди его учеников, в частности, Отакар Еремиаш. Автор симфонической, вокальной, хоровой музыки, пьес для арфы (на которой играл его сын Вацлав Кличка, 1882—1953) и, прежде всего, органных сочинений.